# Сибірський дід
«Сибірський дід» (груз. ციმბირელი პაპა) — радянський художній фільм 1974 року, знятий на кіностудії «Грузія-фільм».

## Сюжет
Фільм про останні роки життя командувача військами Якутії і Північного краю, під час Громадянської війни, Нестора Каландарішвілі.

## У ролях
- Давид Абашидзе —  Каландарішвілі
- Петро Колбасін —  Постишев
- Гурам Пірцхалава —  Михайло Асатіані
- Улдіс Пуцитіс —  Строд
- Шота Габелая —  Естате
- Юрій Назаров —  Антон Тихомиров
- Герман Юшко —  Чубак
- Лев Дуров —  Костянтин Філін
- Аміран Кадейшвілі —  Кура-Мухамед
- Отар Кіпіані —  Кіра
- Баадур Цуладзе —  Никифор
- Жанна Прохоренко —  Настя Сафронова
- Нана Пірвелі —  Христина
- Анатолій Адоскін —  Олексій Рогов
- Анатолій Іванов —  Сергій Дурасов
- В'ячеслав Гостінскій —  Яковлєв
- Гія Бадрідзе —  білогвардієць
- Олексій Ванін —  шинкар
- Олександр Вокач —  офіцер
- Анатолій Обухов —  партизан
- Дмитро Орловський —  генерал
- Леонід Чубаров —  лікар

## Знімальна група
- Режисер — Георгій Калатозішвілі
- Сценарист — Суліко Жгенті
- Оператор — Давид Схіртладзе
- Композитор — Гія Канчелі
- Художник — Михайло Мєдніков